# شیمی‌درمانی سرطان‌ها
شیمی‌درمانی سرطان‌ها کتابی از بقراط صفائی است که در سال ۱۳۴۵ منتشر و برندهٔ جایزه کتاب سال سلطنتی شد.